# Jungledyret Hugo 3 - fræk, flabet og fri
Jungledyret Hugo 3 - fræk, flabet og fri er en dansk animationsfilm fra 2007, der er instrueret af Flemming Quist Møller og Jørgen Lerdam efter manuskript af førstnævnte. Filmen er en efterfølger til Jungledyret Hugo fra 1993 og Jungledyret Hugo 2 - den store filmhelt fra 1996.

## Handling
Jungledyret Hugo jages af folk, der vil tjene penge på hans sjældenhed, men uanset farerne nyder han ubesværet skoven, sin veninde Rita og Dellekajs frikadeller. Da han tages til fange og flyves til Junglandia, følger hans venner hurtigt trop for at redde ham. Vil Hugo slippe fri af sit fangenskab?

## Stemmer
- Jesper Klein - Hugo og DelleKaj
- Mek Pek - Hugo (sang)
- Kaya Brüel - Rita
- Claus Ryskjær - Professor Strix
- Ole Fick - Dr. Sturmdrang
- Anne Marie Helger - Donna Prima
- Søs Egelind - Zik og Zak
- Dick Kaysø - General Maximus
- Peter Frödin - Jean Satin
- Flemming Quist Møller - Pedro
- Nis Bank-Mikkelsen - Jaguar
- Esben Pretzmann
- Ditte Gråbøl
- Lisbet Dahl
- Morten Holst